# 窪田涼子
窪田 涼子（くぼた りょうこ）は日本の俳優、ナレーター。2001年よりナレーター事務所有限会社ビー・グラッド所属。2014年1月よりフリーランス。富山県高岡市出身。
大阪府在住で、関西を中心に俳優、ナレーター、司会者としてTV・ラジオ・舞台などに出演している。

## 出演

### 番組
- 爆感!グラビア帝国（テレビ大阪、2007年1月 -9月）ナレーション
- 真夜中市場〜ハイヒールの眠れない夜〜（関西テレビ、2012年 -2022年）ナレーション
- パチ×スロおもしろTV パチファラ王（サンテレビ、2012年 -2014年）ナレーション
- やすとも・忠志のひるきん（テレビ大阪、2014年 -2015年）ナレーション
- パチの極み パラダイスホールジャンバリ（テレビ神奈川、長野朝日放送、岐阜放送、テレビ愛知、秋田テレビ、チューリップテレビ2015年12月-2017年12月)ナレーション
- 関西発!才能発掘TV マンモスター（MBS、2017年7月 -2017年12月放送分まで）ナレーション
- おでかけ発見バラエティ かがくdeムチャミタス!（テレビ大阪、2018年4月-2021年3月）ナレーション
- TAKARAZUKAあにまるハウス（タカラヅカ・スカイ・ステージ、2022年6月～）ナレーション
- ビズらいよん（金曜日)（MBS毎日放送、2025年5月～）ナレーション

### CM
- 「淡路夢泉景」
- 「大阪トヨタ」
- 「ホームメイト」
- 「大阪司法書士会」
- 「エルハウジング」
- 「JR西日本」
- 「宇治森徳」
- 「フルメタルヴィーナス」

### 他ナレーション
- 近鉄駅スポット放送
- アポロ・ルシアス館内デジタルサイネージ
- 美術館音声ガイド

### アニメーション
- 防災アニメーション「雲の上のアインちゃん」（アインちゃん役）

### ラジオ
- KOBE URBAN CRUISING（Kiss-FM KOBE）
- 窪田涼子の「独劇」（インターネットラジオ「ソラトニワ梅田」）（2017年7月-2018年1月）

### 舞台
- 百人芝居◎真夜中の弥次さん喜多さん（2005年）
- 第一回　岸田理生アバンギャルドフェスティバル hmp「リオ」（2007年）
- 朗読「袈裟と盛遠」(2015年12月)
- 少年王者舘第31回本公演「シフォン」（2007年）（※以下は「水柊」名義での出演）
- 少年王者舘第32回本公演「アジサイ光線」（2008年）
- 少年王者舘第33回本公演「夢+夜」（2009年）
- 現代演劇レトロスペクティブ　虚空旅団「学習図鑑〜見たことのない小さな海の巨人の僕の必需品〜」（2010年）
- 少年王者舘第34回本公演「ガラパゴス」（2010年）
- 少年王者舘第35回本公演「超コンデンス」（2011年）
- 伊丹想流私塾第19期生公演「希望という名のわたしを訪ねて」（2014年2月28日-3月1日）
- 少年王者舘第38回本公演「思い出し未来」(2016年2月〜3月)
- 少年王者舘第39回本公演「シアンガーデン」（2017年8月26日-28日※伊丹公演のみ出演）
- 第9回 関西版 月いちリーディング（2018年2月24日）
- 少年王者舘第40回本公演「それいゆ」（2024年7月-8月）
- リーディングシアター「電話をかけに来ただけなの」（2024年11月6日）

### オーディオブック
- 彼岸過迄（朗読）
- 問題外科（朗読）
- 桃太郎（朗読）
- セメント樽の中の手紙（朗読）
- 半七捕物帳「湯屋の二階」「張子の虎」「正雪の絵馬」「幽霊の見世物」「白蝶怪」（朗読）

## 所属
- ビー・グラッド（ナレーター活動）（2013年12月まで）
- アイ文庫